# نهر أندرش

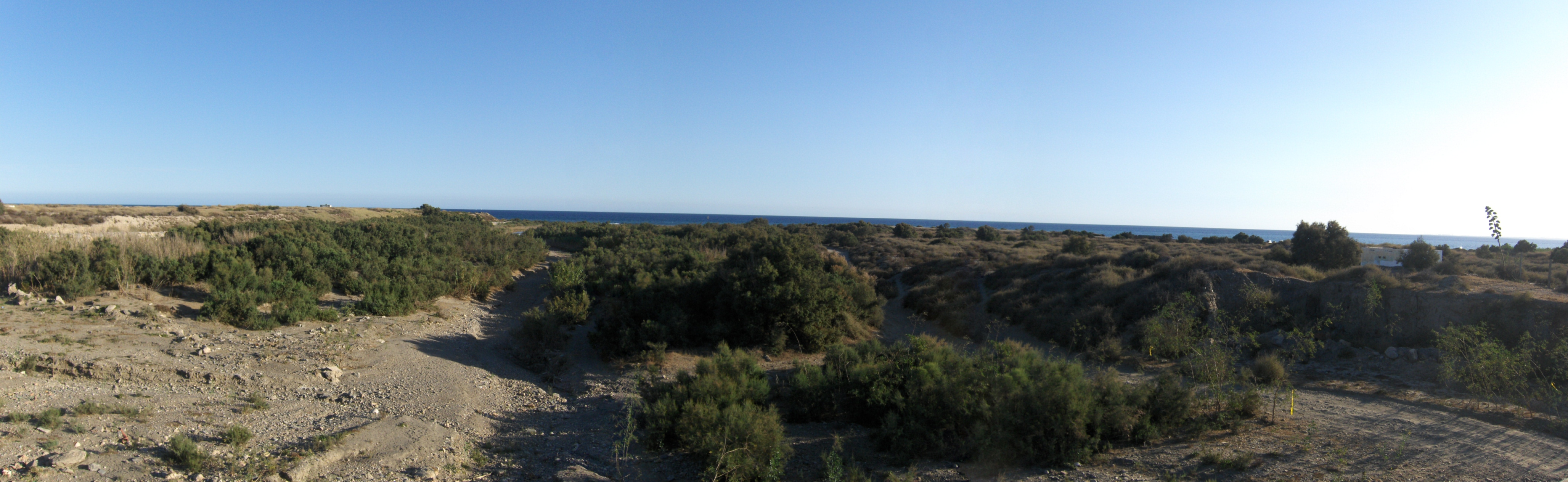
نهر أندرش حيث يصب في البحر الأبيض المتوسط

نهر أَنْدَرَش (بالإسبانية: Río Andarax)‏ نهر يسيل في مقاطعة المرية بمنطقة الأندلس ذاتية الحكم من جنوب إسبانيا، يبلغ طوله 67 كم، وهو يصب في البحر الأبيض المتوسط.